# Гончаренко Іван Теодосійович
Іван Теодосійович Гончаренко (26 травня 1892 — †?) — сотник Армії УНР.

## Життєпис
Народився у с. Микуличі Київської губернії. Закінчив гімназію у м. Кельці, Чугуївське військове училище (1914), вийшов підпоручиком до 121-го піхотного Пензенського полку, у складі якого брав участь у Першій світовій війні. Останнє звання у російській армії — штабс-капітан.
17 листопада 1917 р. був одним із ініціаторів українізації 121-го піхотного Пензенського полку, який було перейменовано на 121-й Український.
20 грудня 1917 р. відбув із фронту у відпустку. З 8 квітня 1918 р. — курсовий старшина Інструкторської школи старшин. З 7 липня 1918 р. — командир команди розвідки, згодом — 2-ї сотні 2-го Сердюцького полку Сердюцької дивізії гетьмана П. Скоропадського.
15 грудня 1918 р. частини Сердюцької дивізії було переформовані у 3-й Січовий полк, служив молодшим старшиною, а з 19 січня 1919 р. — командиром сотні полку. З 26 червня 1919 р. — командир 2-го куреня 3-го Січового полку Дієвої армії УНР. 14 липня 1919 р. полк було перейменовано у 4-й Січовий (за загальноармійською нумерацією — 31-й), з 25 жовтня 1919 р. — командир цього полку.
6 грудня 1919 р. був інтернований польською владою разом із залишками Корпусу Січових стрільців у таборі Ланцут. До липня 1920 р. — помічник начальника табору Ланцут, згодом — начальник табору.
У 1920-х рр. жив в еміграції у Польщі. Подальша доля невідома.